# JRA賞最優秀4歳以上牝馬
JRA賞最優秀4歳以上牝馬（ジェイアールエーしょう さいゆうしゅう よんさいいじょうひんば）は、JRA賞の競走馬部門の一つ。該当年度中に活躍した4歳（古馬）以上牝馬の競走馬に対して記者投票を行いその合計票数が1位だった馬が選出される。2000年まではJRA賞最優秀5歳以上牝馬という名称だったが、馬齢表記改正に伴って改称された。賞名および表彰団体はJRA賞年度代表馬と同様に啓衆社賞、優駿賞、JRA賞に引き継がれている。

## 歴代受賞馬
馬齢は2000年までは旧表記。年度代表馬は太字で、その他の賞も同時受賞した場合は斜字で表記。

### 啓衆社賞時代
| 年     | 受賞馬         | 性齢       | 年度成績 （主な勝ち鞍）              | 生産者           | 調教師     | 馬主       | 騎手              |
| ------ | -------------- | ---------- | ------------------------------------ | ---------------- | ---------- | ---------- | ----------------- |
| 1954年 | チエリオ       | 牝5        | 19戦3勝 中山記念                     | 本桐牧場         | 田中和一郎 | 吉川英治   | 阿部正太郎        |
| 1955年 | セカイイチ     | 牝5        | 15戦7勝 京都記念（春）               | ニュージーランド | 日迫清     | 工藤久子   | 大根田裕也        |
| 1956年 | スプリングサン | 牝5        | 17戦9勝 東京牝馬特別                 | 矢野春人         | 矢野幸夫   | 古知政市   | 小野定夫          |
| 1957年 | サールス       | 牝6        | 14戦9勝 京都記念（秋）               | ニュージーランド | 伊藤勝吉   | 松本英吉   | 清田十一          |
| 1958年 | セルローズ     | 牝5        | 22戦5勝 天皇賞（秋）                 | 益田牧場         | 柴田恒治郎 | 戸谷佐治   | 高橋英夫          |
| 1959年 | ガーネツト     | 牝5        | 14戦5勝 天皇賞（秋）、有馬記念       | 稗田牧場         | 稗田敏男   | 畑江五郎   | 野平祐二 伊藤竹男 |
| 1960年 | ヤマトノハナ   | 牝5        | 20戦4勝 京王杯オータムハンデキャップ | 伏木田牧場       | 稲葉幸夫   | 門井鍋四郎 | 小田本勝三        |
| 1961年 | トキノキロク   | 牝5        | 16戦6勝                              | 村下義衛         | 松田由太郎 | 桶谷辰造   | 武田作十郎        |
| 1962年 | クリヒデ       | 牝5        | 13戦2勝 天皇賞（秋）                 | 大東牧場         | 大久保房松 | 栗林友二   | 加賀武見 森安弘明 |
| 1963年 | トキクイン     | 牝6        | 18戦4勝 京王杯オータムハンデキャップ | 伏木田牧場       | 稲葉幸夫   | 浅生山正夫 | 鹿野八郎          |
| 1964年 | トースト       | 牝6        | 17戦8勝 中山記念、毎日王冠           | 若草牧場錦岡分場 | 尾形藤吉   | 永田雅一   | 保田隆芳          |
| 1965年 | オーヒメ       | 牝5        | 15戦2勝 日本経済新春杯               | 藤田牧場         | 小川佐助   | 堀内正男   | 田所稔            |
| 1966年 | エイトクラウン | 牝5        | 11戦3勝 宝塚記念                     | 大塚牧場         | 田中康三   | 山口昇     | 松永高徳 内藤繁春 |
| 1967年 | タマクイン     | 牝5        | 16戦3勝 毎日王冠                     | 酒井牧場         | 高木良三   | 宇都宮登   | 小島太            |
| 1968年 | ヤマピット     | 牝5        | 11戦3勝 鳴尾記念                     | 荻伏牧場         | 浅見国一   | 小林信夫   | 池江泰郎          |
| 1969年 | ファインローズ | 牝5        | 12戦5勝 鳴尾記念                     | 大北牧場         | 坪重兵衛   | 吉田久博   | 簗田善則          |
| 1970年 | 該当馬なし     | 該当馬なし | 該当馬なし                           | 該当馬なし       | 該当馬なし | 該当馬なし | 該当馬なし        |
| 1971年 | トウメイ       | 牝6        | 11戦6勝 天皇賞（秋）、有馬記念       | 谷岡増太郎       | 坂田正行   | 近藤克夫   | 清水英次          |

### 優駿賞時代
| 年     | 受賞馬             | 性齢       | 年度成績 （主な勝ち鞍）          | 生産者       | 調教師     | 馬主                   | 騎手              |
| ------ | ------------------ | ---------- | -------------------------------- | ------------ | ---------- | ---------------------- | ----------------- |
| 1972年 | ジョセツ           | 牝6        | 6戦2勝 高松宮杯                  | 扶桑牧場     | 鈴木清     | 中村勝五郎             | 岡部幸雄          |
| 1973年 | 該当馬なし         | 該当馬なし | 該当馬なし                       | 該当馬なし   | 該当馬なし | 該当馬なし             | 該当馬なし        |
| 1974年 | 該当馬なし         | 該当馬なし | 該当馬なし                       | 該当馬なし   | 該当馬なし | 該当馬なし             | 該当馬なし        |
| 1975年 | イットー           | 牝5        | 8戦3勝 高松宮杯                  | 荻伏牧場     | 田中好雄   | （有）荻伏牧場         | 簗田善則          |
| 1976年 | 該当馬なし         | 該当馬なし | 該当馬なし                       | 該当馬なし   | 該当馬なし | 該当馬なし             | 該当馬なし        |
| 1977年 | 該当馬なし         | 該当馬なし | 該当馬なし                       | 該当馬なし   | 該当馬なし | 該当馬なし             | 該当馬なし        |
| 1978年 | インターグロリア   | 牝5        | 7戦3勝 京都牝馬特別              | 辻牧場       | 柳田次男   | 松岡正雄               | 福永洋一          |
| 1979年 | サニーフラワー     | 牝5        | 6戦4勝 スプリンターズステークス  | 水野繁一     | 伊藤雄二   | 山本慎一               | 内田国夫          |
| 1980年 | プリテイキャスト   | 牝6        | 12戦3勝 天皇賞（秋）             | 吉田牧場     | 石栗龍雄   | 高田久成               | 横山富雄 柴田政人 |
| 1981年 | ラフオンテース     | 牝5        | 13戦4勝 小倉記念                 | 中脇次作     | 布施正     | 小柴タマヲ             | 岩元市三          |
| 1982年 | スイートネイティブ | 牝6        | 6戦4勝 安田記念                  | シンボリ牧場 | 野平祐二   | 和田共弘               | 岡部幸雄          |
| 1983年 | ミスラディカル     | 牝5        | 10戦2勝 スポーツニッポン賞金杯   | タイヘイ牧場 | 田中良平   | 小田切有一             | 音無秀孝          |
| 1984年 | ロンググレイス     | 牝5        | 6戦1勝 スポーツニッポン賞金杯    | 天羽牧場     | 小林稔     | 中井長一               | 田原成貴          |
| 1985年 | グローバルダイナ   | 牝6        | 9戦4勝 小倉大賞典                | 社台ファーム | 宇田明彦   | （有）社台レースホース | 南井克巳          |
| 1986年 | タカラスチール     | 牝5        | 10戦1勝 マイルチャンピオンシップ | 鈴木実       | 坂本栄三郎 | 村山義男、村山輝雄     | 大崎昭一 田島良保 |

### JRA賞時代

#### 最優秀5歳以上牝馬
| 年     | 受賞馬             | 性齢 | 年度成績 （年度GI勝ち鞍）                  | 生産者                 | 調教師     | 馬主                           | 騎手     | 得票数  |
| ------ | ------------------ | ---- | ------------------------------------------ | ---------------------- | ---------- | ------------------------------ | -------- | ------- |
| 1987年 | ダイナアクトレス   | 牝5  | 8戦2勝 GI未勝利                            | 社台ファーム           | 矢野進     | （有）社台レースホース         | 岡部幸雄 |         |
| 1988年 | ダイナアクトレス   | 牝6  | 4戦2勝 GI未勝利                            | 社台ファーム           | 矢野進     | （有）社台レースホース         | 岡部幸雄 |         |
| 1989年 | ルイジアナピット   | 牝5  | 14戦3勝 GI未勝利                           | 鎌田牧場               | 中村好夫   | 大島秀元                       | 岡潤一郎 |         |
| 1990年 | パッシングショット | 牝6  | 10戦2勝 マイルチャンピオンシップ           | 浦河小林牧場           | 橋田満     | 森本忠治                       | 楠孝志   |         |
| 1991年 | ダイイチルビー     | 牝5  | 9戦4勝 安田記念、 スプリンターズステークス | 荻伏牧場               | 伊藤雄二   | 辻本晴雄                       | 河内洋   |         |
| 1992年 | イクノディクタス   | 牝6  | 16戦4勝 GI未勝利                           | 高田栄治               | 福島信晴   | 勝野憲明                       | 村本善之 |         |
| 1993年 | シンコウラブリイ   | 牝5  | 6戦4勝 マイルチャンピオンシップ            | B.R.ファイアストン夫妻 | 藤沢和雄   | 安田修                         | 岡部幸雄 |         |
| 1994年 | ノースフライト     | 牝5  | 5戦4勝 安田記念、 マイルチャンピオンシップ | 大北牧場               | 加藤敬二   | （有）大北牧場                 | 角田晃一 |         |
| 1995年 | ヒシアマゾン       | 牝5  | 5戦2勝 GI未勝利                            | マサイチロウ・アベ     | 中野隆良   | 阿部雅一郎                     | 中舘英二 |         |
| 1996年 | ダンスパートナー   | 牝5  | 9戦2勝 エリザベス女王杯                    | 社台ファーム           | 白井寿昭   | 吉田勝己                       | 四位洋文 |         |
| 1997年 | エアグルーヴ       | 牝5  | 5戦3勝 天皇賞（秋）                        | 社台ファーム           | 伊藤雄二   | （株）ラッキーフィールド       | 武豊     |         |
| 1998年 | メジロドーベル     | 牝5  | 7戦2勝 エリザベス女王杯                    | メジロ牧場             | 大久保洋吉 | メジロ商事（株）               | 吉田豊   |         |
| 1999年 | メジロドーベル     | 牝6  | 3戦1勝 エリザベス女王杯                    | メジロ牧場             | 大久保洋吉 | メジロ商事（株）               | 吉田豊   |         |
| 2000年 | ファレノプシス     | 牝6  | 3戦1勝 エリザベス女王杯                    | マエコウファーム       | 浜田光正   | （有）ノースヒルズマネジメント | 松永幹夫 | 161/296 |

#### 最優秀4歳以上牝馬
| 年     | 受賞馬             | 性齢 | 年度成績 （年度GI及びJpnI勝ち鞍）                                                                         | 生産者                                 | 調教師     | 馬主                     | 騎手                  | 得票数  |
| ------ | ------------------ | ---- | --- | -------------------------------------- | ---------- | ------------------------ | --------------------- | ------- |
| 2001年 | トゥザヴィクトリー | 牝5  | 5戦1勝 エリザベス女王杯                                                                                   | ノーザンファーム                       | 池江泰郎   | 金子真人                 | 武豊                  | 281/283 |
| 2002年 | ダイヤモンドビコー | 牝4  | 8戦3勝 GI未勝利                                                                                           | 社台ファーム                           | 藤沢和雄   | 大迫忍                   | O.ペリエ              | 133/281 |
| 2003年 | ビリーヴ           | 牝5  | 7戦2勝 高松宮記念                                                                                         | 上水牧場                               | 松元茂樹   | 前田幸治                 | 安藤勝己              | 221/287 |
| 2004年 | アドマイヤグルーヴ | 牝4  | 6戦2勝 エリザベス女王杯                                                                                   | ノーザンファーム                       | 橋田満     | 近藤利一                 | 武豊                  | 283/285 |
| 2005年 | スイープトウショウ | 牝4  | 6戦2勝 宝塚記念、 エリザベス女王杯                                                                        | トウショウ産業株式会社トウショウ牧場   | 鶴留明雄   | トウショウ産業（株）     | 池添謙一              | 255/291 |
| 2006年 | ダンスインザムード | 牝5  | 8戦2勝 ヴィクトリアマイル                                                                                 | 社台ファーム                           | 藤沢和雄   | （有）社台レースホース   | 北村宏司              | 257/289 |
| 2007年 | コイウタ           | 牝4  | 8戦1勝 ヴィクトリアマイル*                                                                                | 社台ファーム                           | 奥平雅士   | （有）前川企画           | 松岡正海              | 113/289 |
| 2008年 | ウオッカ           | 牝4  | 7戦2勝 安田記念、天皇賞(秋)                                                                               | カントリー牧場                         | 角居勝彦   | 谷水雄三                 | 岩田康誠 武豊         | 196/300 |
| 2009年 | ウオッカ           | 牝5  | 7戦3勝 ヴィクトリアマイル、 安田記念、ジャパンカップ                                                      | カントリー牧場                         | 角居勝彦   | 谷水雄三                 | 武豊 C.ルメール       | 287/287 |
| 2010年 | ブエナビスタ       | 牝4  | 7戦3勝 ヴィクトリアマイル、天皇賞(秋)                                                                     | ノーザンファーム                       | 松田博資   | （有）サンデーレーシング | 横山典弘 C.スミヨン   | 285/285 |
| 2011年 | ブエナビスタ       | 牝5  | 6戦1勝 ジャパンカップ                                                                                     | ノーザンファーム                       | 松田博資   | （有）サンデーレーシング | 岩田康誠              | 277/285 |
| 2012年 | カレンチャン       | 牝5  | 5戦1勝 高松宮記念                                                                                         | 社台ファーム                           | 安田隆行   | 鈴木隆司                 | 池添謙一              | 177/289 |
| 2013年 | ジェンティルドンナ | 牝4  | 4戦1勝 ジャパンカップ                                                                                     | ノーザンファーム                       | 石坂正     | （有）サンデーレーシング | 岩田康誠 R.ムーア     | 274/280 |
| 2014年 | ジェンティルドンナ | 牝5  | 6戦2勝 ドバイシーマクラシック、有馬記念                                                                   | ノーザンファーム                       | 石坂正     | （有）サンデーレーシング | R.ムーア 戸崎圭太     |         |
| 2015年 | ショウナンパンドラ | 牝4  | 6戦2勝 ジャパンカップ                                                                                     | （有）社台コーポレーション白老ファーム | 高野友和   | 国本哲秀                 | 池添謙一              | 213/291 |
| 2016年 | マリアライト       | 牝5  | 6戦1勝 宝塚記念                                                                                           | ノーザンファーム                       | 久保田貴士 | （有）キャロットファーム | 蛯名正義              |         |
| 2017年 | ヴィブロス         | 牝4  | 4戦1勝（うち海外1戦1勝） ドバイターフ                                                                     | ノーザンファーム                       | 友道康夫   | 佐々木主浩               | J.モレイラ C.ルメール | 194/290 |
| 2018年 | リスグラシュー     | 牝4  | 7戦2勝 エリザベス女王杯                                                                                   | ノーザンファーム                       | 矢作芳人   | （有）キャロットファーム | 武豊 J.モレイラ       | 265/276 |
| 2019年 | リスグラシュー     | 牝5  | 5戦3勝 コックスプレート、両グランプリ                                                                     | ノーザンファーム                       | 矢作芳人   | （有）キャロットファーム | D.レーン              | 271/274 |
| 2020年 | アーモンドアイ     | 牝5  | 4戦3勝 ヴィクトリアマイル、天皇賞（秋）、ジャパンカップ                                                   | ノーザンファーム                       | 国枝栄     | シルクレーシング         | C.ルメール            | 281/283 |
| 2021年 | ラヴズオンリーユー | 牝5  | 6戦4勝（うち海外4戦3勝） クイーンエリザベス2世カップ、ブリーダーズカップ・フィリー&メアターフ、香港カップ | ノーザンファーム                       | 矢作芳人   | DMMドリームクラブ        | C.ホー 川田将雅       | 251/296 |
| 2022年 | ジェラルディーナ   | 牝4  | 7戦2勝 エリザベス女王杯                                                                                   | ノーザンファーム                       | 斉藤崇史   | （有）サンデーレーシング | 福永祐一 C.デムーロ   | 239/288 |
| 2023年 | ソングライン       | 牝5  | 5戦2勝 ヴィクトリアマイル、安田記念                                                                       | ノーザンファーム                       | 林徹       | （有）サンデーレーシング | 戸崎圭太              | 275/295 |
| 2024年 | スタニングローズ   | 牝5  | 5戦1勝 エリザベス女王杯                                                                                   | ノーザンファーム                       | 高野友和   | （有）サンデーレーシング | C.デムーロ 西村淳也   | 138/256 |

※勝ち鞍の後の*印はJpnIを指す。

### 母子での受賞
母子で最優秀4歳以上牝馬に輝いたのは
- エアグルーヴ（1997年）- アドマイヤグルーヴ（2004年）
- ジェンティルドンナ（2013年・2014年）- ジェラルディーナ（2022年）

等がいる。

### 姉妹での受賞
姉妹で最優秀4歳以上牝馬に輝いたのは
- ダンスパートナー - ダンスインザムード（ダンシングキイ産駒）

等がいる。